# Atentado en Zliten de enero de 2016
El 7 de enero de 2016, un grupo de presuntos extremistas islámicos detonaron un camión bomba en un centro de formación policial en el pueblo costero de Zliten (Libia). Fuentes médicas habían dicho inicialmente que 65 personas habían muerto, incluyendo algunos civiles; sin embargo, Fozi Awnais, jefe del comité de crisis para el Ministerio de Salud de Libia de Trípoli, señaló más tarde que 47 personas habían muerto y otras 118 resultaron heridas. Ningún grupo se atribuyó de inmediato la responsabilidad, pero los atentados suicidas y los atentados con coches bomba han aumentado en Libia debido a que islamistas han aprovechado el caos causado por la segunda guerra civil en Libia para expandir su presencia.
El grupo terrorista Estado Islámico se adjudicó la autoría del hecho, afirmando que uno de sus extremistas, Abu al-Abbas al-Muhajir, detonó un camión repleto de explosivos en el predio policial.
Este incidente fue el ataque terroristas más mortífero desde la revolución libia de 2011, seguido por los atentados en Al Qubbah que cobraron la vida de 40 personas en febrero de 2015.

## Reacciones

### En Libia
El ministro de Defensa Adjunto del Nuevo Congreso General Nacional en Trípoli, Mohammad Bashar al-Naas, juró vengar el ataque. En una rueda de prensa dijo: «El autor no se conoce, pero él es un cobarde. Él mata a nuestros hijos desde las sombras. Debemos vengar a ellos y hacer todo lo posible para protegerlos».

### Internacionales
- Egipto — En un comunicado de prensa oficial, el Ministerio de Relaciones Exteriores de Egipto dijo que los «actos despreciables de terrorismo» en la ciudad de Zliten afirman una vez más la urgencia de apoyar a los aparatos de seguridad legítimos en Libia, incluyendo el ejército nacional libio.[6]
- Turquía — El Ministerio de Relaciones Exteriores de Turquía, en una declaración escrita condenó «enérgicamente el ataque terrorista mortal» en Zliten. También agregó que «este ataque atroz ha demostrado una vez más la necesidad de una lucha eficaz contra el terrorismo en Libia, así como el pronto establecimiento de la seguridad y la estabilidad nacional».[7]
- Organización de las Naciones Unidas — El Jefe de la Misión de Apoyo de las Naciones Unidas en Libia, Martin Kobler, llamó a la unidad como consecuencia del ataque, diciendo que la aplicación del acuerdo político fue crucial. Kobler condenó «en los términos más enérgicos el ataque suicida mortal», e hizo un llamado «a todos los libios a unirse con urgencia en la lucha contra el terrorismo.»[4]